# Новосибирский государственный краеведческий музей
Новосиби́рский госуда́рственный краеве́дческий музе́й — один из ведущих музеев Новосибирска.

## История
Основан в 1920 году как Центральный народный музей Новониколаевска. Основателем и первым директором музея стал Анзимиров В. А., первые экспозиции — астрономическая и геологическая.
С конца 1920-х годов и по конец 1930-х был ведущим музеем Западно-Сибирского края. В 1940-х годах директором музея работал известный архивист и краевед Е. Д. Стрелов.
С 1987 года исторический отдел музея располагается в здании бывшего Городского торгового корпуса (памятник истории и архитектуры, построенный по проекту известного архитектора А. Д. Крячкова в 1910 году). Экспозиционно-выставочная площадь занимает 3219 м².

## Музейный фонд
Музейные фонды насчитывают 147 тыс. единиц основного фонда и 71 тыс. единиц вспомогательного, в числе которых ряд уникальных:
- полный скелет мамонта, найденный рядом с деревней Вахрушево Коченёвского района Новосибирской области,
- коллекции предметов быта и культа сибирских народов, собранные экспедициями 1920-30-х годов.

Коллекции музея:
- Археологическая коллекция,
- Коллекция этнографии коренных народов Сибири,
- Коллекция нумизматики,
- Коллекция православной медно-литой пластики,
- Книжный фонд,
- Коллекция одежды и тканей,
- Коллекция деревянных изделий,
- Коллекция промышленных изделий и предметов из цветного металла,
- Коллекция стекла,
- Коллекция фарфора и фаянса,
- Коллекция карт,
- Коллекция беспозвоночных животных,
- Орнитологическая коллекция,
- Териологическая коллекция.

В настоящее время экспозиции расположены в трёх различных зданиях (исторический отдел, отдел природы и дом-музей С. М. Кирова), в музее регулярно проводятся различные временные выставки и еженедельные концерты из музыкальной коллекции музея.

Экспозиции
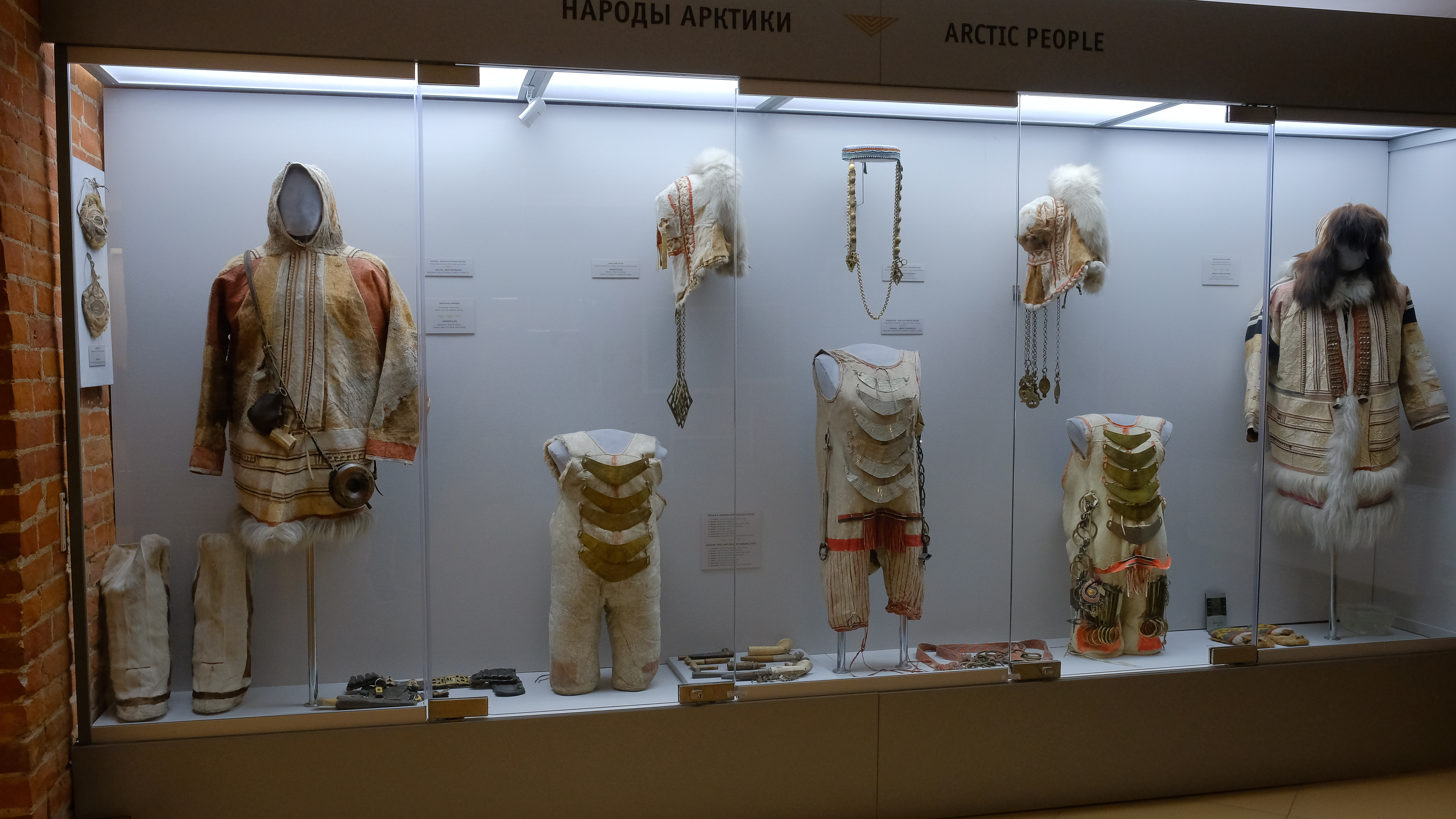
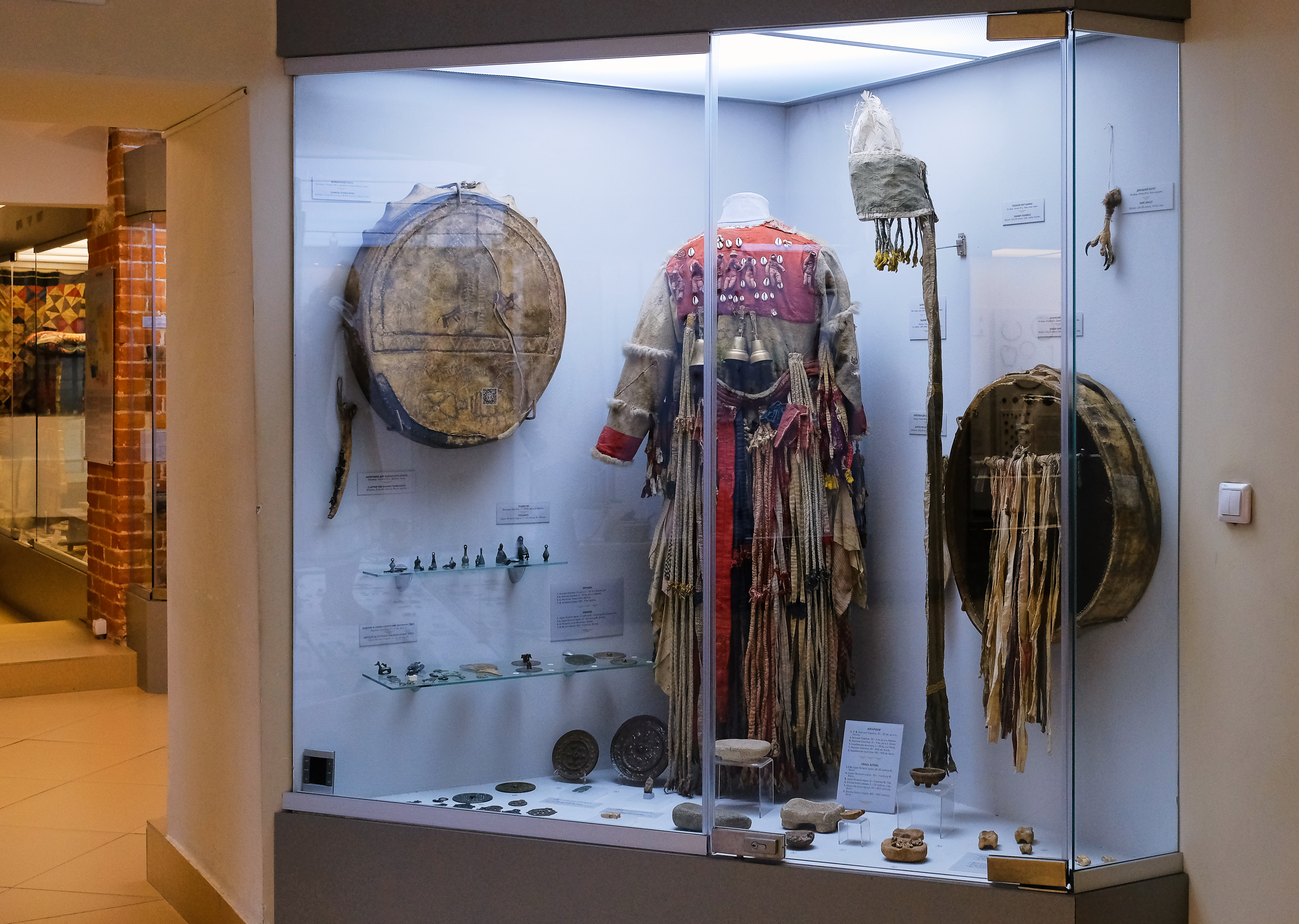
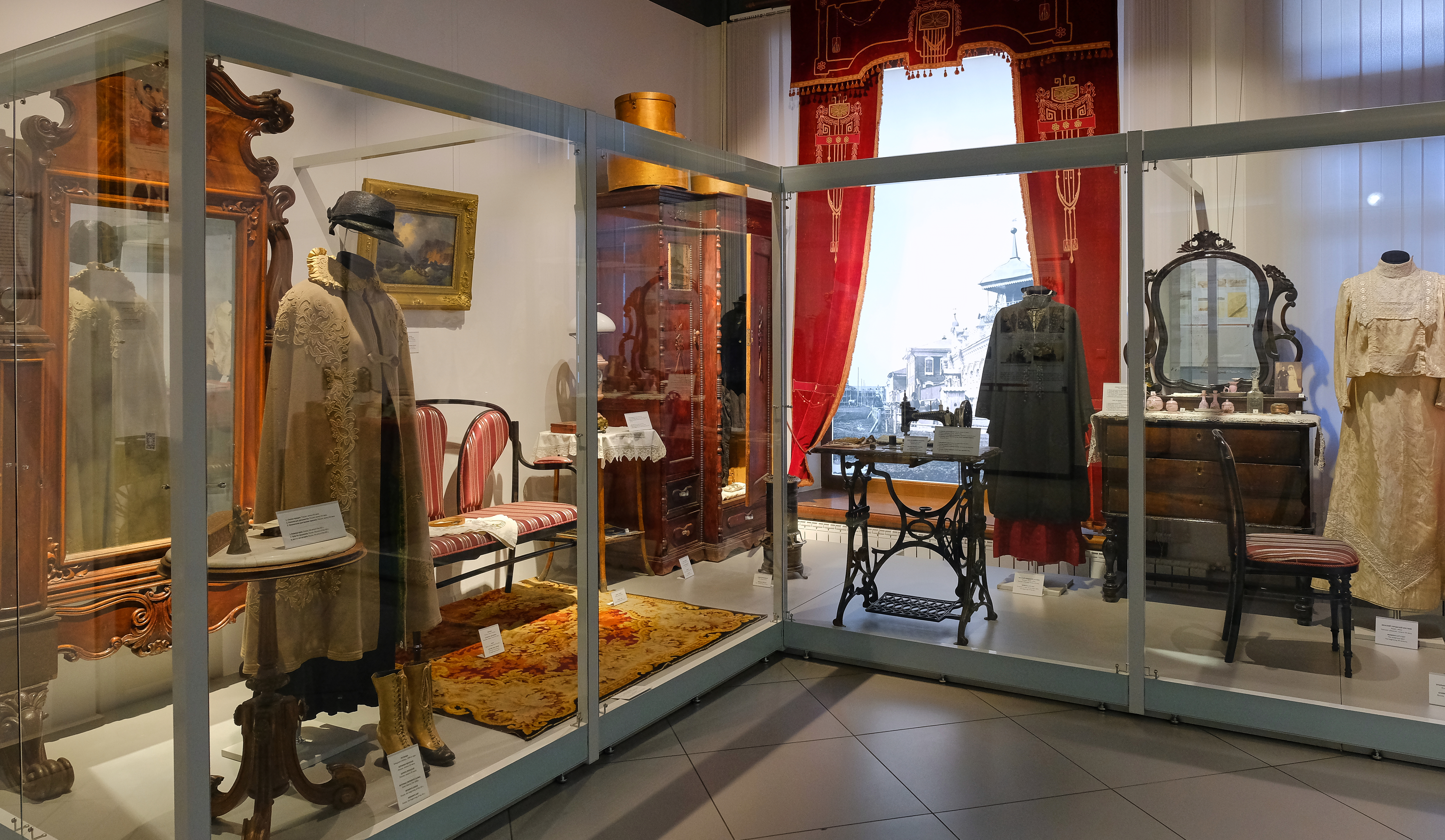
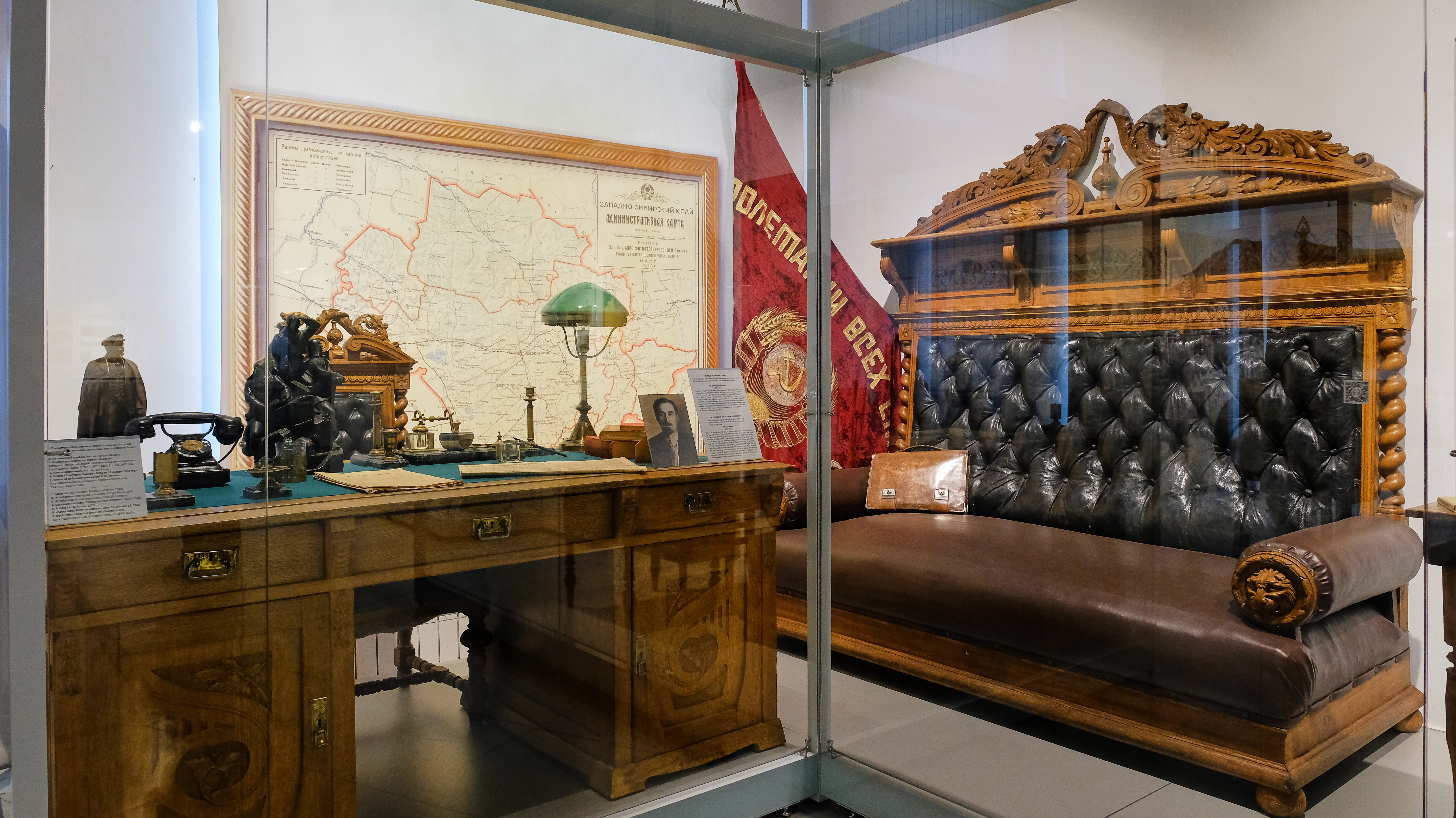
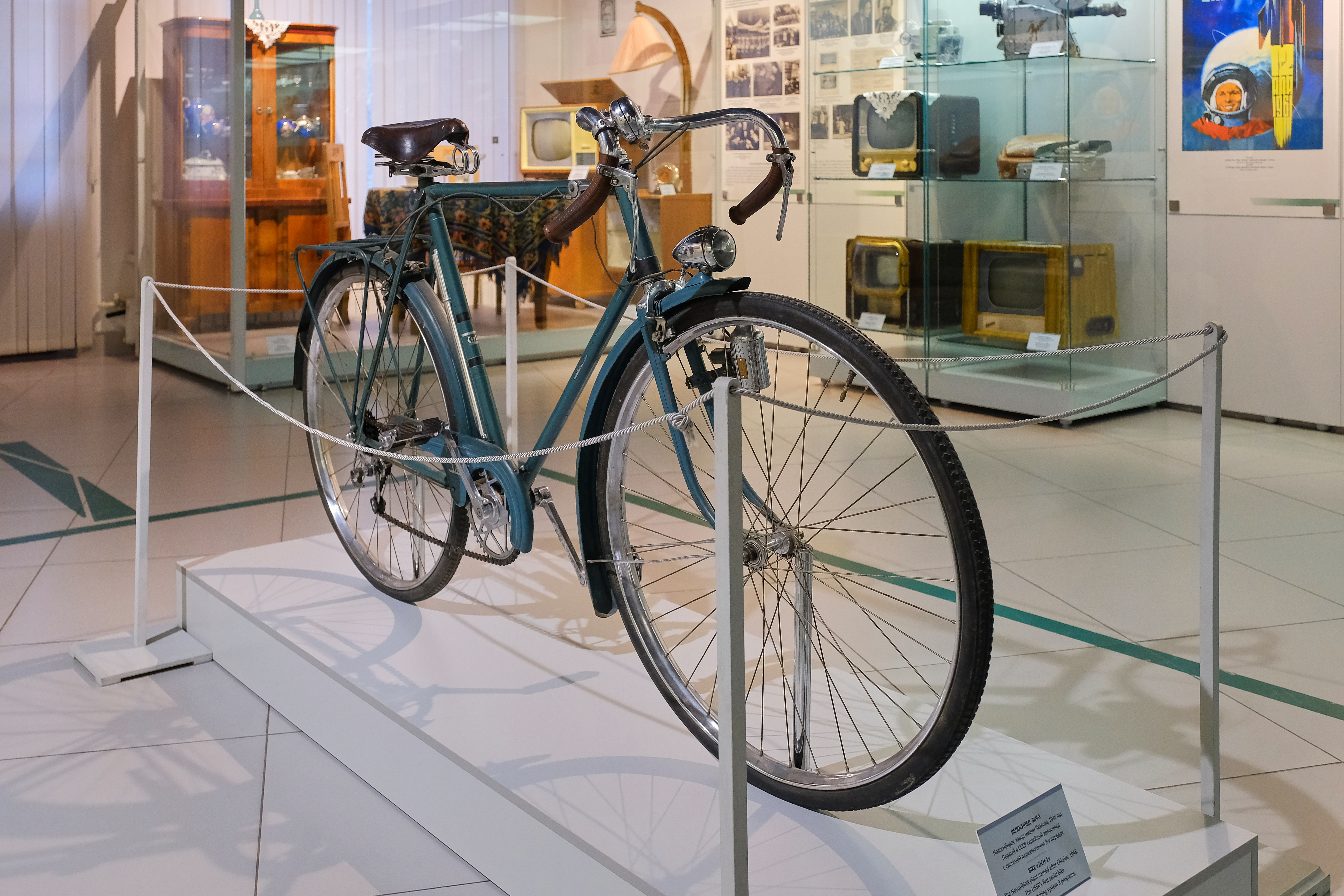
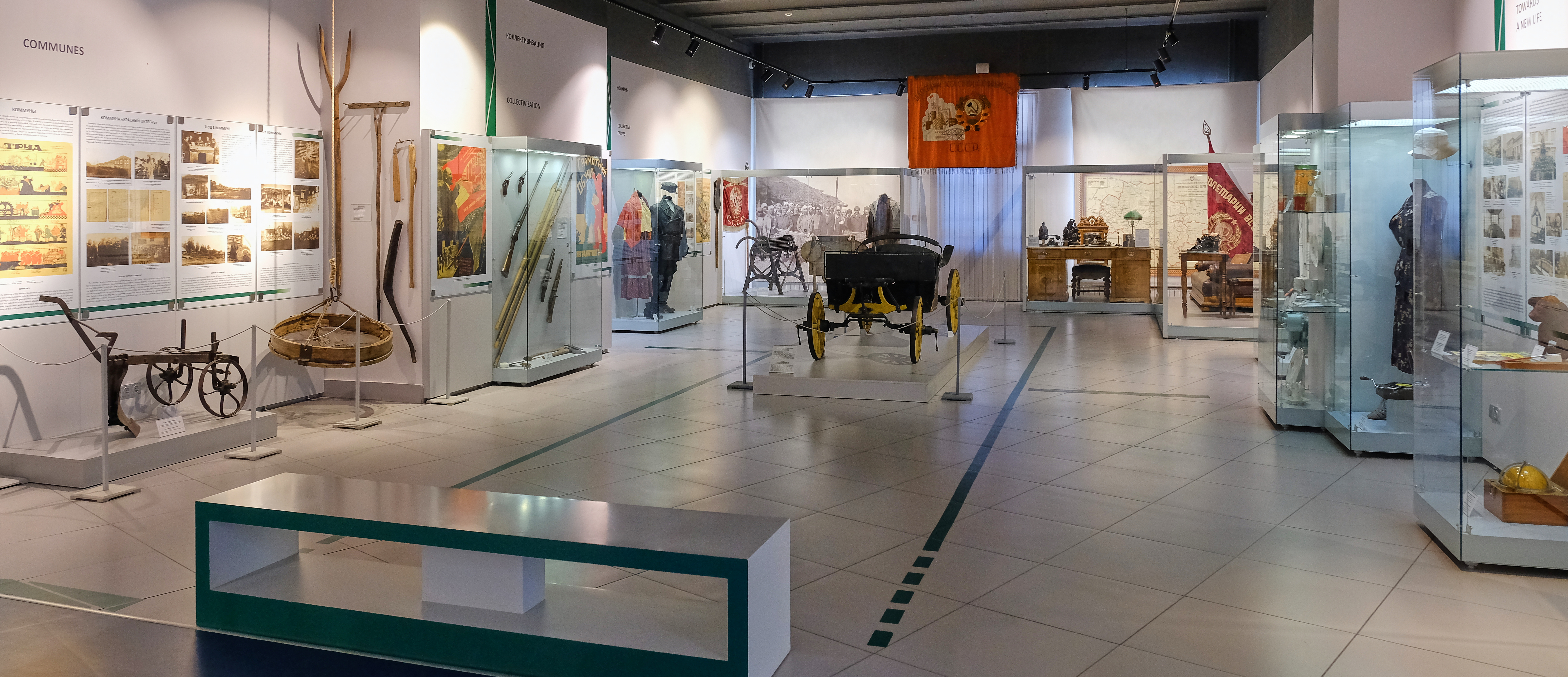

## Сотрудники музея

### Директора
- В. А. Анзимиров (1920—1921)
- Е. Д. Стрелов (1940-е)
- А. В. Шаповалов (2009—2022)
- Ю.К. Шуклина (2022—2024)
- А. В. Рубшев (с 2024 года)